# Condor-Werke

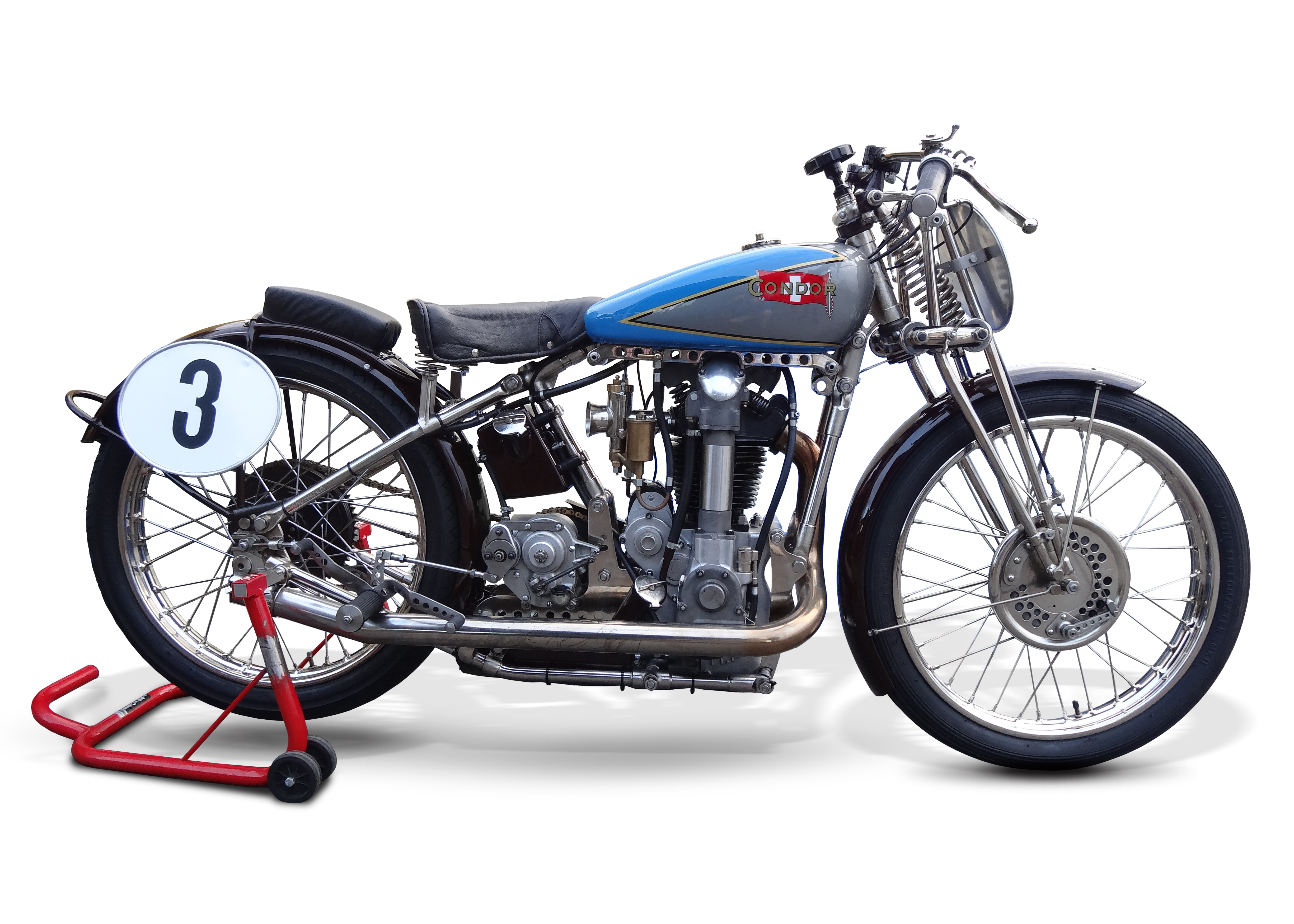
Eine Condor A50 500cc OHC (Bj. 1930), eingesetzt im historischen Motorsport

Die Condor-Werke AG ist ein Schweizer Unternehmen aus Courfaivre bei Delsberg, das 1893 gegründet wurde. Es war lange Zeit als Hersteller von Motorrädern und Fahrrädern tätig. 1995 wurden die letzten Fahrräder hergestellt. Das Unternehmen existierte unter einer neuen Bezeichnung noch 2012 und baute Teile für die Luftfahrt und Komponenten für CNC-Maschinen. Im Zuge einer Nachlassstundung 2011/2012 wurde der Zweck der Unternehmung in eine Import-/Export-Gesellschaft geändert; die Firma wurde 2017 und 2021 erneut geändert und heisst heute Condor SA.

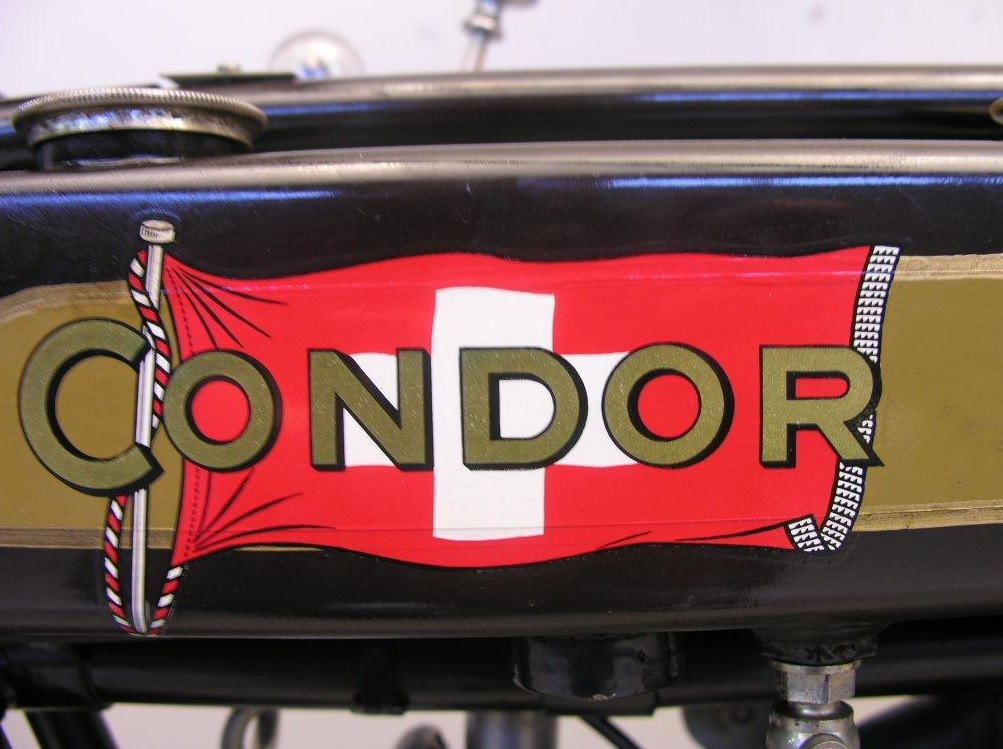
Condor-Markenzeichen auf Motorradtank

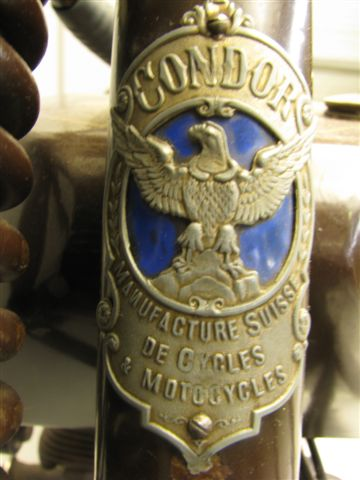
Condor-Markenzeichen auf Fahrrad

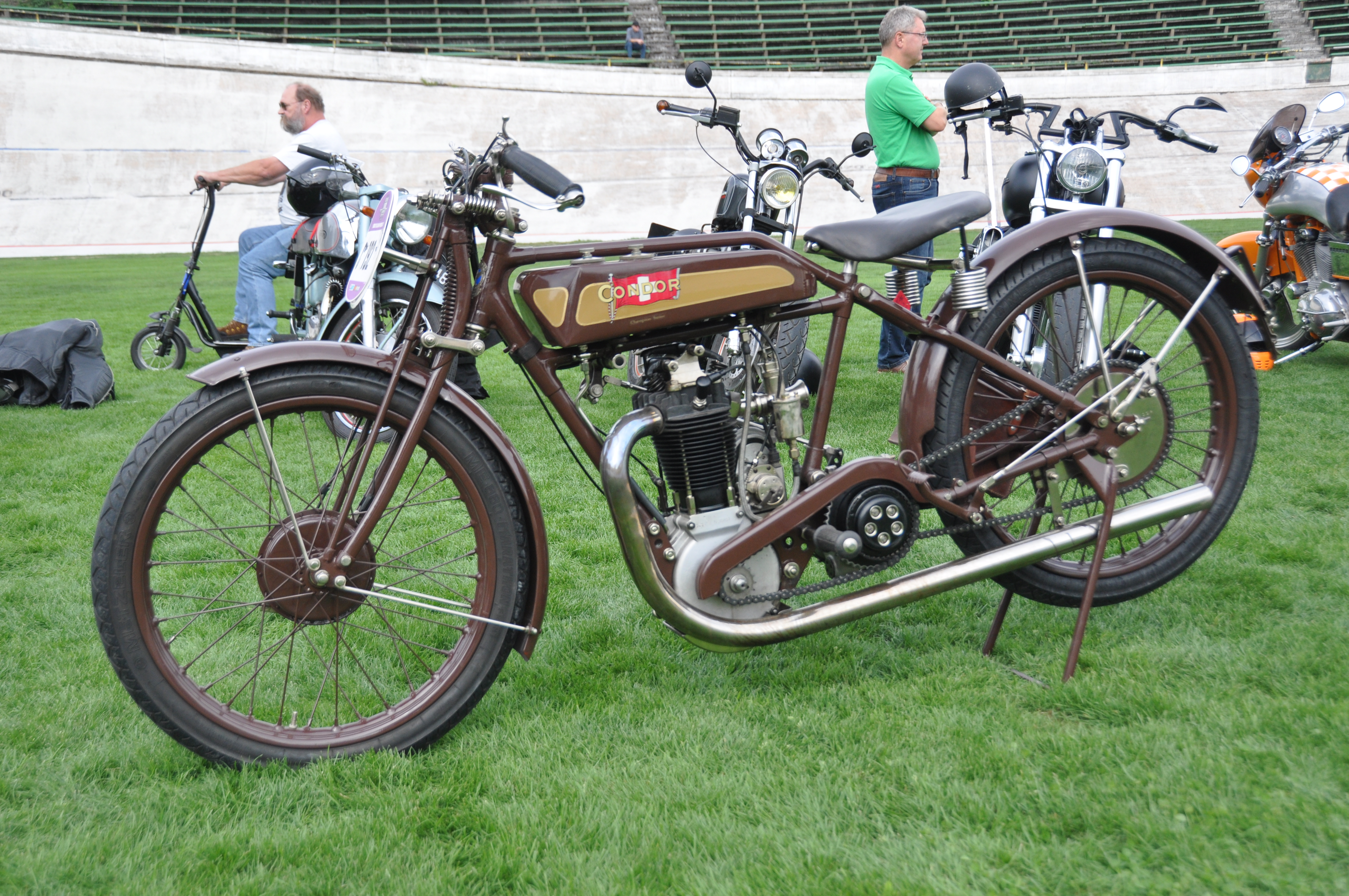
Condor Grand Sport 350 von 1926

## Gründung und Aufschwung
Die Schweizer Motorradmarke Condor wurde 1893 vom Franzosen Edouard Scheffer in Courfaivre als Werkzeugmaschinenfabrik für Uhrmacherwerkzeuge gegründet. Nahe am Bahnhof neben dem Fluss Sorne wurde ein leerstehendes Gebäude gemietet. Dort entstand 1893 mit seinem Bruder Jules die Fabrik Scheffer Frères (Gebrüder Scheffer). Zu Anfang wurden noch keine Motorräder hergestellt, ab 1904 wurden Fahrräder für die Post und das Militär produziert.
Während der Jahrhundertwende wurde die Firma reorganisiert; sie verwendete seitdem ein neues Firmenlogo, einen Kondor. Zudem wurde die Entwicklung des ersten Motorrades, unter der Leitung von Otto Fricker, mit einer Leistung von 1,5 PS beschlossen. Der Rahmen war ein verstärkter Fahrradrahmen, der Motor wurde zugekauft. Als Nächstes wurden eine 3 PS und eine 5 PS V-2 Maschine gebaut, auch mit zugekauften Motoren. Die ersten Motoren kamen von Zédel (Zürcher & Lüthi und Moser in St-Aubin), die späteren 4-Takt-Einzylinder und 2-Zylinder-V-Motoren kamen von MAG. Zweitaktmotoren wurden von Villiers bezogen. Mit diesen Fahrzeugen wurde der gute Ruf der Firma begründet, der in der langlebigen Haltbarkeit bestand. Nach Motosacoche wurde Condor der zweitgrösste Kraftradhersteller in der Schweiz.
1901 wurde der Name in Manufacture Suisse des Cycles et Motos, später in Condor-Werke-AG geändert.
1908 kam eine leichte 1,25 PS-Version, die ein Verkaufserfolg wurde. Auch dieses Modell hatte noch kein Getriebe und Pedale wie ein Fahrrad, die beim Bergauffahren mitbenutzt werden mussten. Kurz vor dem Ersten Weltkrieg wurde das erste Modell mit einem 2-Gang-Getriebe und Tankschaltung gebaut.

## Erster und Zweiter Weltkrieg
Während des Ersten Weltkrieges wurden trotz Rohstoffknappheit Fahrräder und Motorräder gebaut. Nach Ende des Krieges ging es wieder zögerlich los, indem billige ausländische Maschinen verkauft wurden. Condor reagierte darauf mit neuer Technik, die Motochassis 250 cm³ mit MAG-Motor und 3-Gang-Getriebe wurde in den 20er-Jahren 3000-mal verkauft.
1925 gab es elf verschiedene Modelle mit verschiedener Motorisierung. Condor produzierte Getriebe, Naben und Rahmen. Der Motor und die Zündungen wurden zugekauft. Die Einzylinder mit 249, 349 und 497 cm³ sowie die 45-Grad-V-Twins mit 449, 749 und 998 cm³ wurden von MAG (Motosacoche Acacias Genève) hergestellt. Die 2-Takt-Motoren für das Kleinmotorrad "Condorette" kamen von Zédel und Villiers, mit 147, 172 und 198 cm³.
Der Zweite Weltkrieg verkomplizierte die Produktion. Für die Armee wurde in kleinen Stückzahlen eine Einzylindermaschine, die A540 und in Zusammenarbeit mit Universal in Oberrieden die V2-A680 gebaut. Die grössere Universal A 1000 entstand in Oberrieden ohne Beteiligung von Condor.

## Kurzzeitige Automobilproduktion

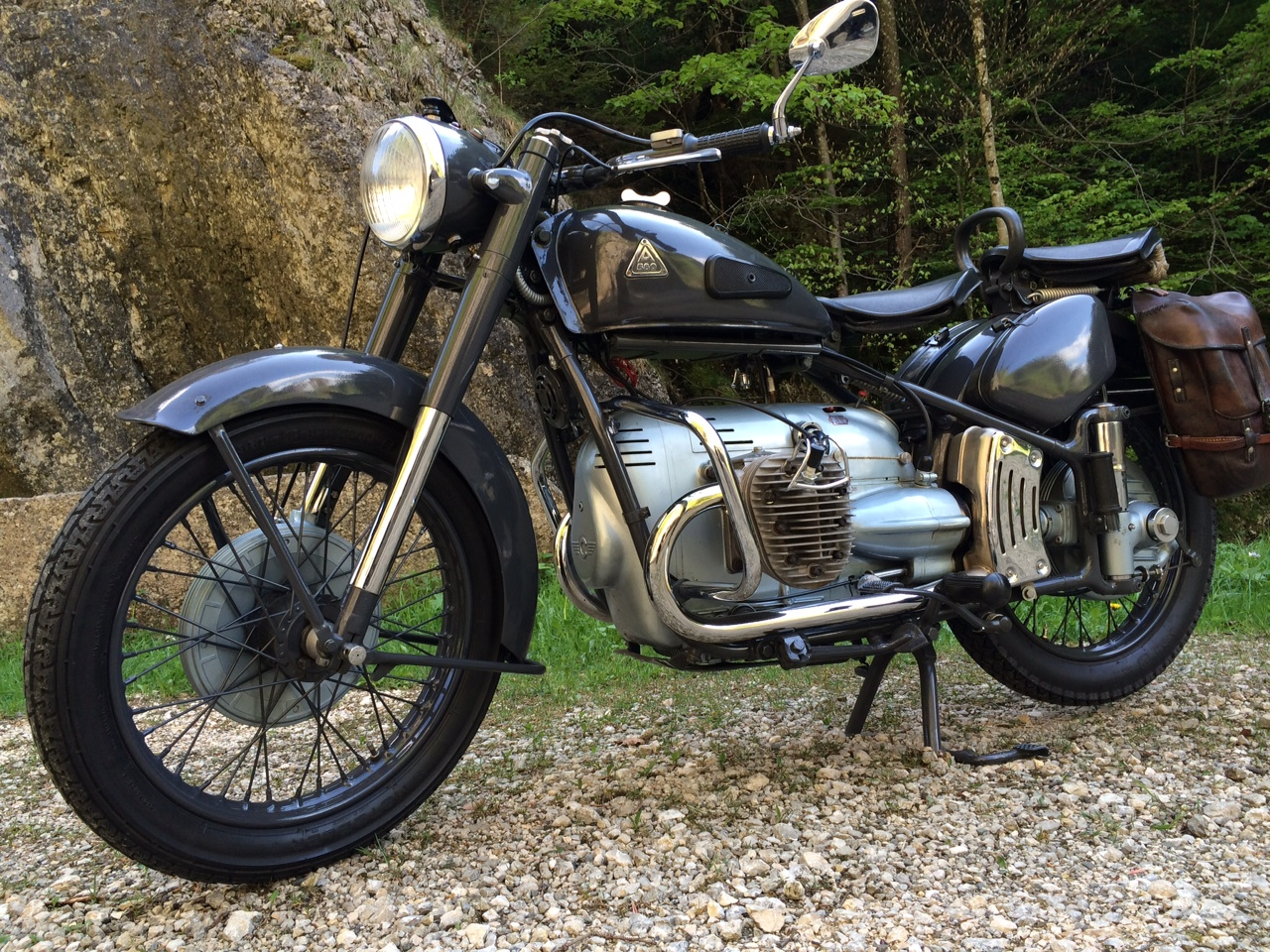
Motorrad Condor A580-1

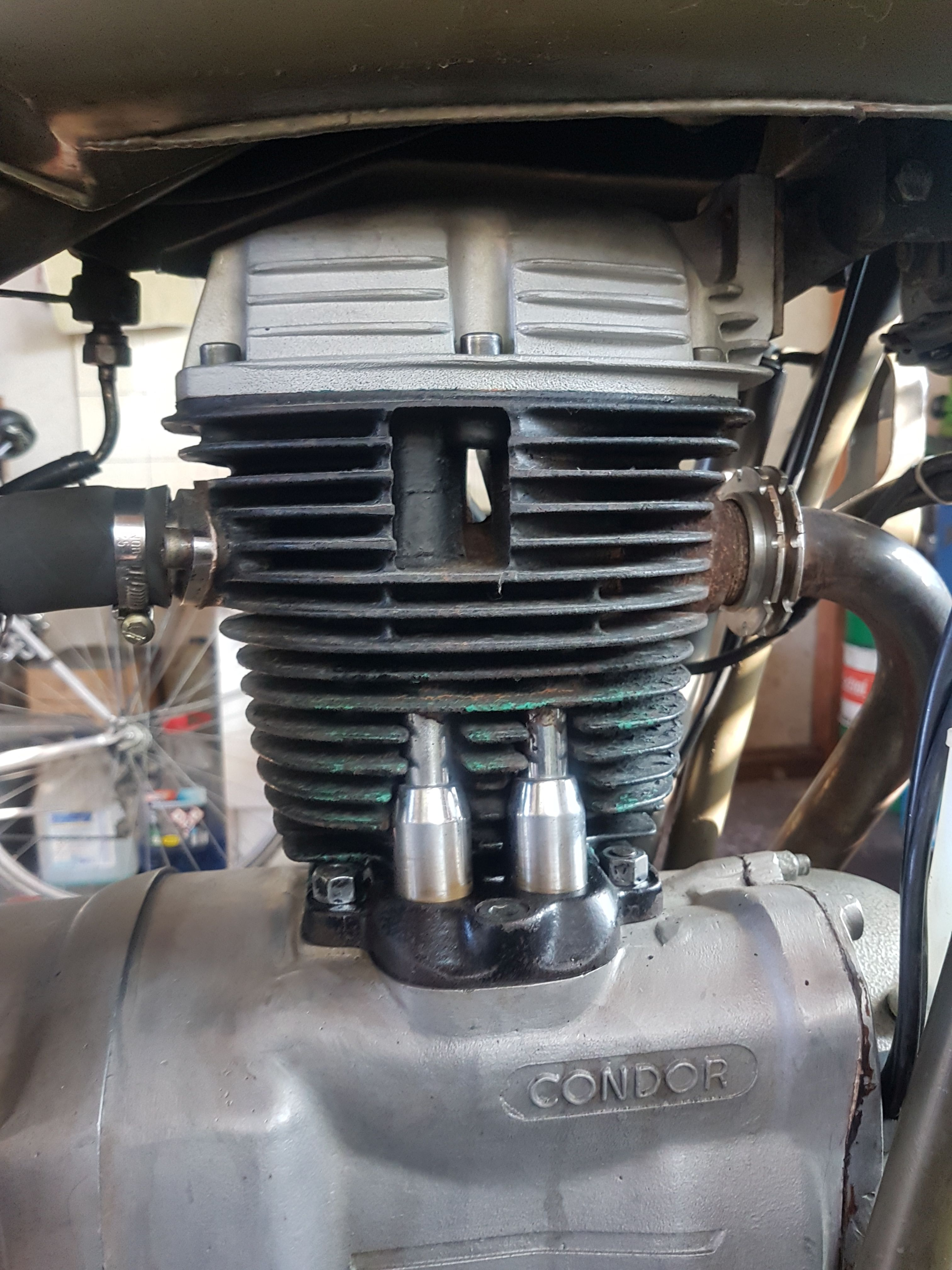
Hauseigener Condor 250-Motor

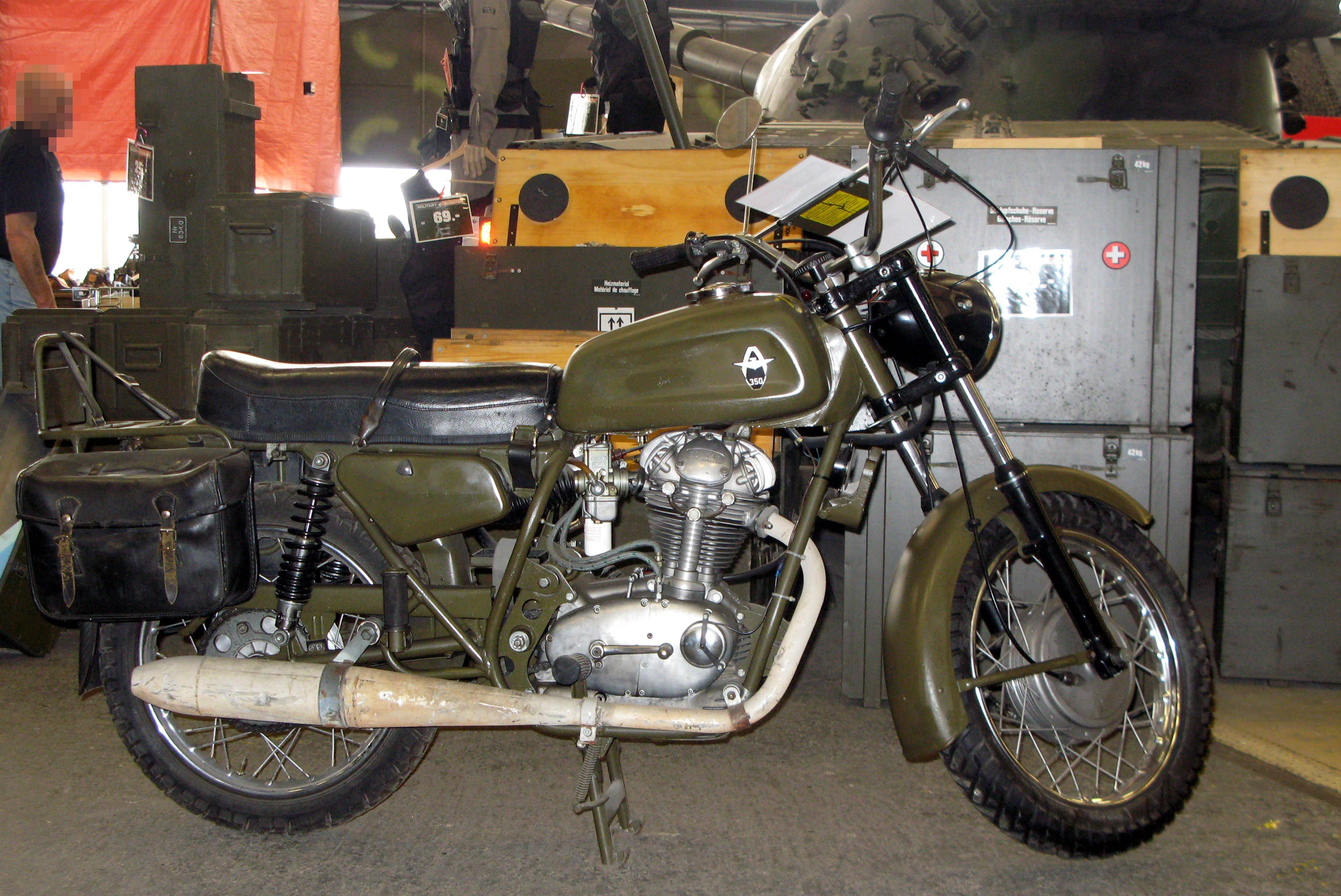
Condor A350

1922 stellte das Unternehmen fünf Exemplare eines Kleinwagens mit der Modellbezeichnung 10 CV her. Für den Antrieb sorgte ein Vierzylindermotor von MAG mit seitlichen Ventilen und 1130 cm³ Hubraum. Mit der zweisitzigen Torpedo-Karosserie ähnelte das Fahrzeug den damaligen Citroën 5CV. Die bauartbedingte Höchstgeschwindigkeit war mit 70 km/h angegeben.

## Nachkriegszeit
Noch während des Zweiten Weltkrieges verlangte die Schweizer Armee nach einem Motorrad mit Boxermotor nach deutschem Vorbild wie Zündapp und BMW. Daraufhin wurde 1944/45 ein Motorrad mit Kardanantrieb sowie einem seitengesteuerten Boxermotor, der schmäler baute, entwickelt und 1945 als EC580 auf der Mustermesse Basel vorgestellt.
Sie wurde komplett von Condor entwickelt, und ab 1947 war die EC580 das erste Motorrad mit hauseigenem Motor in der Produktion von Condor. Edgar Fricker war der Hauptentwickler dieses Motors. Für den zivilen Gebrauch wurde die Version C580 gebaut, für die Armee die Version A580. Das Vierganggetriebe hatte auf Wunsch der Armee ein Vorgelege mit Untersetzung. Es wurde eine schwere und äusserst solide Maschine mit 195 kg Leergewicht, später 213 kg. Zur gleichen Zeit entstand die A750 für Seitenwagenbetrieb, die 1947 an die Armee ausgeliefert wurde. Das A steht für Armee. 1951 wurden die Motoren überarbeitet, Leichtmetall-Zylinderköpfe und Hydrostössel wurden eingeführt. Zudem wurde eine Telegabel eingebaut. Die Armee-Modelle hiessen nun A580-1 und A750-1. Von den Zivilmodellen C580 und C580-I, TL580 und Rallye wurden wenige verkauft, ausserhalb der Schweiz entstand kaum Absatz. Eine Condor war zu der Zeit etwa doppelt so teuer wie eine BMW, und es war kein Händlernetz vorhanden.
In den späten 1940er- und frühen 1950er-Jahren wurden verschiedene Zweitakt-Modelle angeboten. Die Condorette erhielt einen 125-cm3-Motor, die Sport einen 200-cm³-Motor, beide von Villiers. Eine gänzliche Eigenentwicklung war die Racer mit einem 350-cm³-Condor-Zweitakt-Twin. Von der C25 Luxe mit 225-ccm3-Motor von Villiers wurden nur einige wenige gebaut. Ab Mitte der 1950er-Jahre wurden im kleinen Hubraumbereich Modelle von Puch montiert und vertrieben.
In den 1950er-Jahren verlangte die Armee eine leichtere Maschine, da die schweren Motorräder weitgehend von Geländewagen abgelöst wurden. Es sollte eine leicht zu fahrende 250-cm³-Einzylindermaschine sein. Sie wurde wieder mit einem längs eingebauten 248-cm³-Einzylindermotor, mit obenliegender Nockenwelle, wieder von Raymond Schaller entworfen. In der Serie wurde aber ein Stossstangenmotor gebaut. Die Militärmaschine A 250 war das letzte, vollständig von Condor selbst konstruierte Motorrad. Der passende Motor mit 250 cm3 Hubraum wurde in drei Entwicklungsstufen konstruiert und getestet. Auch ein Zivilmodell wurde gebaut, die C250. 1956–1958 entstand die Grand Sport mit einem 250-cm³-Maserati-Motor; sie wurde nur etwa 30-mal gebaut. Der 1959 erschienene 250-cm³-Motor für die A250 war der letzte Motor aus eigener Produktion von Condor.
Ende der 1960er-Jahre wiederholte sich die Geschichte; die Armee wollte eine leichte Maschine mit mehr Leistung. Diesmal wurde ein Ducati-Einzylinder mit 340 cm³ mit Königswelle und 12 kW (17 PS) eingebaut. Er wurde von Condor modifiziert, um eine bessere Standfestigkeit zu erreichen. Er wurde schwingungsdämpfend mit Gummilagern in den Condor-Rahmen eingebaut. Die A350 wurde von 1973 bis 1978 3000-mal gebaut und ist in Europa das wohl bekannteste Condor-Modell. Sie wurde erst 2001 durch die BMW F 650 GS abgelöst.

## Modelle

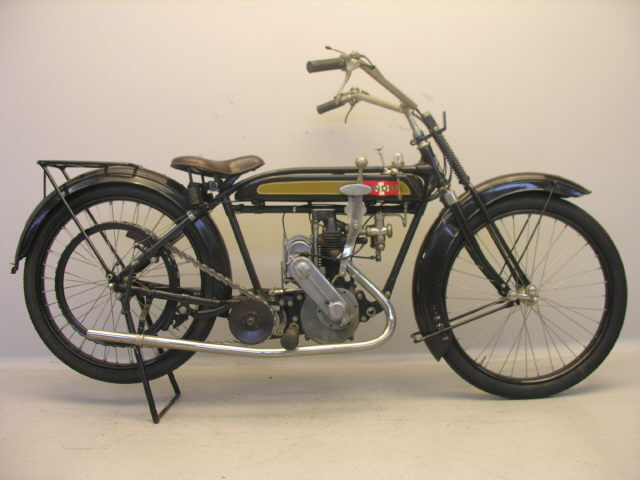
Condor Moto Chassis, 250 cc MAG-Motor, 1923
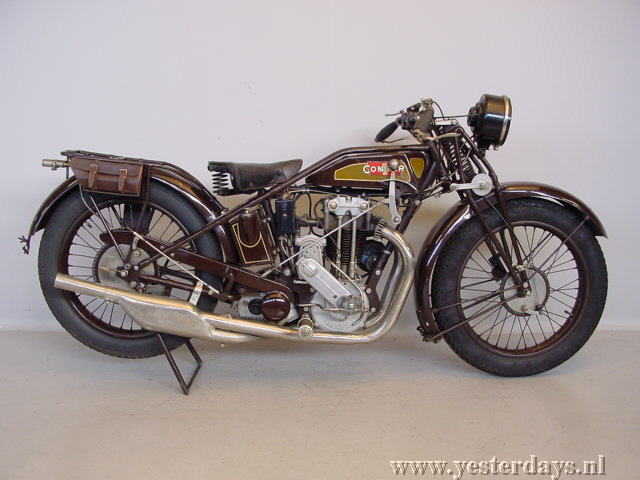
Condor 350 cc Grand Sport, 1926
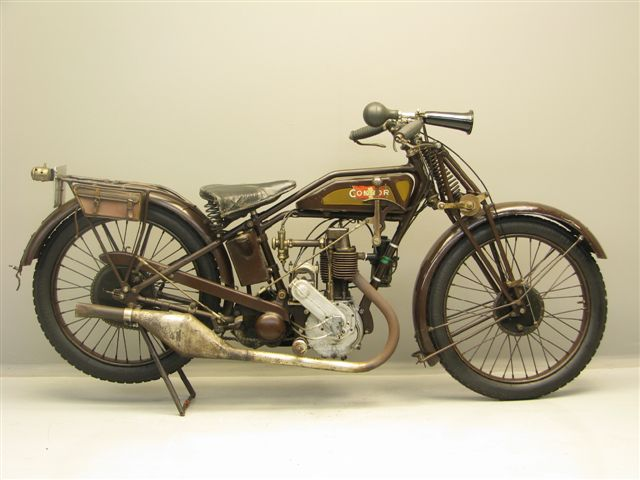
Condor model 311 Populaire, 1928, 350 cc MAG
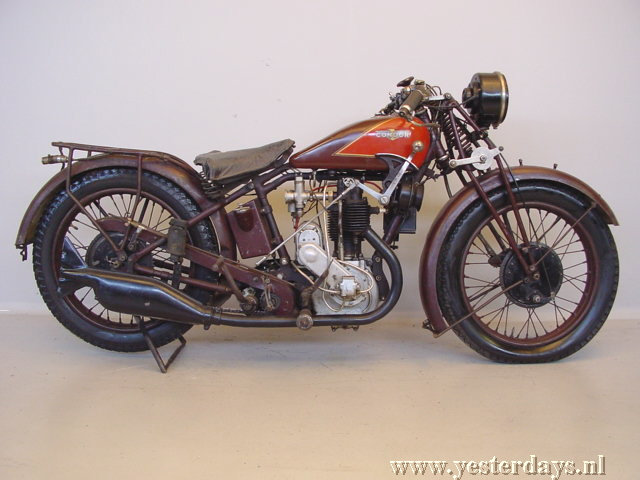
Condor Populaire (500 cc MAG), 1929
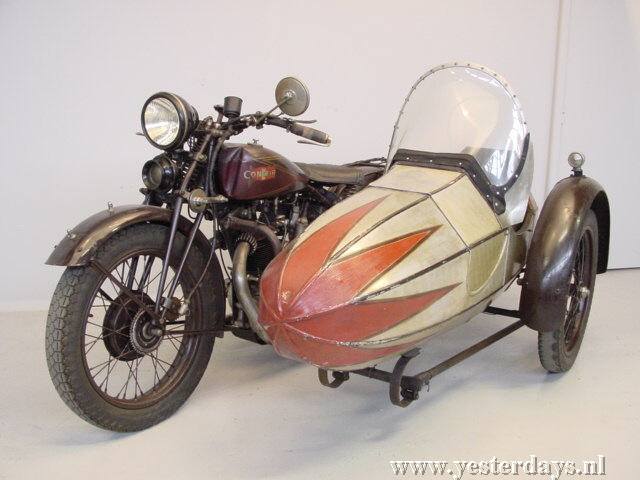
Condor 722 (500 cc MAG)
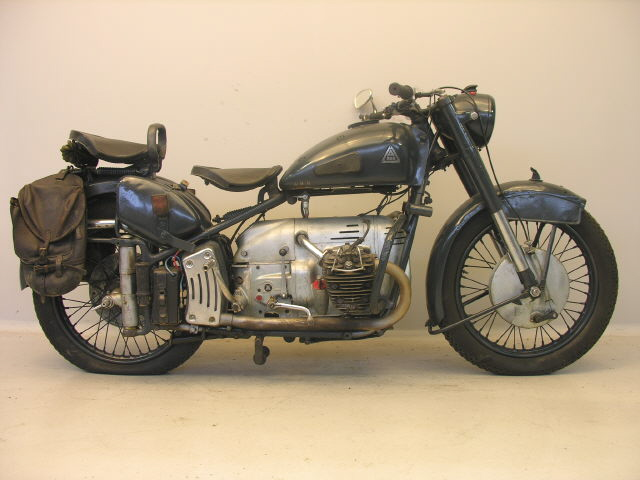
Condor A 580

Motorräder in zeitlicher Reihe (unvollständig)
- A540 Armeemodell mit MAG-Jubilé-Motor 497 cm³, SV, Bohrung 82 mm, Hub 94 mm, Leistung 12 PS (9 kW) bei 4500/min, 140 Maschinen[4]
- A680 (Universal V-Twin)
  - Daten A680: Länge 2180 mm, Breite 770 mm, Höhe 1070 mm, Leergewicht 195 kg, Nutzlast 230 kg, Gesamtgewicht 425 kg, Radstand 1415 mm, Motor Typ Universal AM 42 Zylinder 2 Zylinder, V 50°, 4 Takt, Luftkühlung, 2 Ventile pro Zylinder, Bohrung 70 mm, Hub 88 mm, Hubraum 677 cm³, Verdichtung 5,0:1, Treibstoff Benzin, Motorleistung: 20 PS / 15 kW, Condor 4-Gang-Getriebe, Fussschaltung, Condor-Mehrscheiben-Trockenkupplung, Antrieb Kette, Tankinhalt 15 Liter, Höchstgeschwindigkeit 110 km/h, Elektrische Anlage 6 Volt, Sitzplätze 2, gebaute Fahrzeuge ca.1100 Stück[5]
- Condor 523/S (1947)[6]
- Condor A580 (1947–50, 577 cm³ Boxer, 20 PS)
- A580-I (1951–56, 577 cm³ Boxer, 20 PS)
- A750 (750 cm³ Boxer mit Seitenwagen)
- A250 (1960–68, 248 cm³ Einzylinder, 15 PS)
- C250 (1960–68, 248 cm³ Einzylinder, 15 PS)
- Condor A350 (1973–78, 340 cm³ Einzylinder, 17 PS)
- Condorette (1924–54, 147 cm³, 197 cm³ und 125 cm³, alle Motoren von Villiers (8C, 2E, 9D, 10D))

Fahrräder
- Ordonnanzrad 05 (1931–1981), Militärfahrrad der Schweizer Armee
- Fahrrad 93 (1993–1995), das Nachfolgemodell

## Ende der Kraftradherstellung
1978 wurde die Motorradproduktion beendet, bis 1995 wurden noch Fahrräder hergestellt. Die Webseite condor-sa.ch wurde von 2001 bis 2009 (zuletzt als Weiterleitung) betrieben. 2005 war eine komplette Firmenseite mit diversen Produktangeboten bei der Schweizer Handelskammer abrufbar. Von 2011 bis 2012 hatte die Unternehmung einen Internetauftritt als Flugzeugteilehersteller. Für das weitere 21. Jahrhundert sind kaum Informationen zur Aktivität des Unternehmens auffindbar.